# Европско првенство у атлетици на отвореном 1938.
Друго Европско првенство у атлетици на отвореном 1938. први и једини пут састојало се из два дела. Такмичење у мушкој конкуренцији одржано је на стадиону Коломб у Паризу од 3. до 5. септембра, а жене на стадиону Пратер у Бечу, Аустрија (у то време била део Немачког Рајха) 17. и 18. септембра 1938. године. Такмичило се укупно у 32 дисциплине и то мушкарци у 23, а жене у 9 дисциплина.
Екипно је најуспешнија Немачка са 32 медаље од којих 12 златних. Финска је друга са 11 медаља 
5 златних.
Најуспешнија учесник била је Станислава Валасјевич из Пољске са четири освојене медаље две златне и две сребрне, а код мушкараца Холанђанин Тинус Осендарп, са две златне медаље.
Најбоље резултате постигли су Италијанка Клаудија Тестони поставивши нови светски рекорд у трци 80 м препоне 11,6 с. и Британац Дон Финлеј европски рекорд у трци 110 м препоне 14,3 с.

## Земље учеснице
Учествовало је 350 атлетичара из 23 земље, два такмичара мање од 352 колико је званично објављено.
1. Албанија 2 (2+0)
2. Белгија 12 (10+2)
3. Грчка 5 (5+0)
4. Данска 3 (2+1)
5. Естонија 8 (6+2)
6. Италија (37) (29+8)
7. Југославија 2 (2+0)
8. Летонија 3 (1+2)
9. Лихтенштајн 2 (2+0)
10. Луксембург 5 (5+0)
11. Мађарска (25)
12. Немачка (50)
13. Норвешка 11 (6+5)
14. Пољска 15 (8+7)
15. Португалија 1 (1+0)
16. Румунија 2 (2+0)
17. Уједињено Краљевство (35)
18. Финска 21 (20+1)
19. Француска (43)
20. Холандија (14)
21. Чехословачка 3 (3+0)
22. Швајцарска 17 (15+2)
23. Шведска (35)

## Резултати
У следећој табели дат је преглед победника и њиховихх резултата на Европском првенству у Паризу и Бечу.

### Мушкарци
| Дисциплина              |                                                                   | Резултат     |                                                                           | Резултат   |                                                                                 | Резултат  |
| 100 м детаљи            | Мартинус Осендарп Холандија                                       | 10,5 РЕП     | Орацио Маријани Италија                                                   | 10,6       | Ленарт Страндберг Шведска                                                       | 10,6      |
| 200 м детаљи            | Мартинус Осендарп Холандија                                       | 21,2 РЕП     | Јакоб Шојринг Немачка                                                     | 21,6       | Алан Пенингтон Уједињено Краљевство                                             | 21,6      |
| 400 м детаљи            | Годфри Браун Уједињено Краљевство                                 | 47,4 РЕП     | Карл Баугартен Холандија                                                  | 48,2       | Ерих Линхоф Немачка                                                             | 48,8      |
| 800 м детаљи            | Рудолф Харбиг Немачка                                             | 1:50,6 РЕП   | Жак Левек Француска                                                       | 1:51,6     | Марио Ланци Италија                                                             | 1:52,0    |
| 1.500 м детаљи          | Сидни Вудерсон Уједињено Краљевство                               | 3:53,6 РЕП   | Жозеф Мостер Белгија                                                      | 3:54.5     | Луиђи Бекали Италија                                                            | 3:55,2    |
| 5.000 м детаљи          | Тајсто Меки Финска                                                | 14:26,8 РЕП  | Хенри Јонсон Шведска                                                      | 14:27,4    | Кауко Пекури Финска                                                             | 14:29,2   |
| 10.000 м детаљи         | Илмари Салминен Финска                                            | 30:52,0 РЕП  | Ђузепе Бевијаква Италија                                                  | 30:53,2 НР | Макс Зиринг Немачка                                                             | 30:57,8   |
| 110 м препоне детаљи    | Дон Финли Уједињено Краљевство                                    | 14,3 ЕР, РЕП | Хокан Лидман Шведска                                                      | 14,5       | Рајндерт Брасер Холандија                                                       | 14,8      |
| 400 м препоне детаљи    | Придан Жоа Француска                                              | 53,1 РЕП     | Јожеф Ковач Мађарска                                                      | 53,3       | Кел Аресковг Шведска                                                            | 53,6      |
| 3.000 м препреке детаљи | Ларс Ларсон Шведска                                               | 9:16,2 РЕП   | Лудвиг Кајндл Немачка                                                     | 9:19,2     | Алф Линдблад Финска                                                             | 9:21,4    |
| 4 х 100 м детаљи        | Немачка Манфред Керш Герд Хорнбергер Карл Некерман Јакоб Шојринг  | 40,9 РЕП     | Шведска Геста Клеминг Оке Стенквист Ленарт Линдгрен Ленарт Страндберг     | 41,1       | Уједињено Краљевство Maurice Scarr Годфри Браун Артур Свини Ернест Пејџ         | 41,2      |
| 4 х 400 м детаљи        | Немачка Hermann Blazejezak Manfred Bues Ерих Линхоф Рудолф Харбиг | 3:13,7 РЕП   | Уједињено Краљевство Џон Барнс Алфред Болдвин Алан Пенингтон Годфри Браун | 3:14,9     | Шведска Ларс Нилсон Карл Хендрик Густафсон Börje Thomasson Бертил фон Вахенфелт | 3:17,3    |
| Маратон детаљи          | Вејне Мујнонен Финска                                             | 2.37:28,8    | Сквајер Јароу Уједињено Краљевство                                        | 2.39:03,0  | Хенри Палме Шведска                                                             | 2,42:13,6 |
| 50 км ходање детаљи     | Харолд Витлок Уједињено Краљевство                                | 4:41:51      | Херберт Дил Немачка                                                       | 4:43:54    | Едгар Браун Норвешка                                                            | 4:44:35   |
| Скок увис детаљи        | Курт Лундквист Шведска                                            | 1,97         | Калеви Коткас Финска                                                      | 1,94       | Лаури Калима Финска                                                             | 1,94      |
| Скок мотком детаљи      | Карл Сутер Немачка                                                | 4.05 РЕП     | Бо Јунгберг Шведска                                                       | 4,00       | Пјер Рамадије Француска                                                         | 4,00      |
| Скок удаљ детаљи        | Вилхем Лајхум Немачка                                             | 7,65 РЕП     | Артуро Мафеи Италија                                                      | 7,61       | Луц Лонг Немачка                                                                | 7,56      |
| Троскок детаљи          | Они Рајасари Финска                                               | 15,32 РЕП    | Јоуко Норен Финска                                                        | 14,95      | Карл Лотарчек Немачка                                                           | 14,73     |
| Бацање кугле детаљи     | Алексабдер Крек Естонија                                          | 15,83 РЕП    | Герхард Штек Немачка                                                      | 15,59      | Ханс Велке Немачка                                                              | 15,52     |
| Бацање диска детаљи     | Вили Шредер Немачка                                               | 49,70        | Ђорђо Обервегер Италија                                                   | 49,48      | Гунар Берг Шведска                                                              | 48,72     |
| Бацање кладива детаљи   | Карл Хајн Немачка                                                 | 58,77 РЕП    | Ервин Бласк Немачка                                                       | 57,34      | Оскар Малмбрант Шведска                                                         | 51,23 ЛР  |
| Бацање копља детаљи     | Мати Јервинен Финска                                              | 76,87 РЕП    | Ирје Никанен Финска                                                       | 75,00      | Јожеф Варсеги Мађарска                                                          | 72,78 НР  |
| Десетобој детаљи        | Оле Бексел Шведска                                                | 6.870 РЕП    | Витолд Геруто Пољска                                                      | 6.661      | Јозеф Нојман Швајцарска                                                         | 6.444     |

### Жене
| Дисциплина          |                                                     | Резултат     |                                                                                     | Резултат     |                                                                     | Резултат     |
| 100 м детаљи        | Станислава Валасјевич Пољска                        | 11,9 РЕП     | Кете Краус Немачка                                                                  | 12,0         | Фани Бланкерс-Кун Холандија                                         | 12,0         |
| 200 м детаљи        | Станислава Валасјевич Пољска                        | 23,8 РЕП     | Кете Краус Немачка                                                                  | 24,4         | Фани Бланкерс-Кун Холандија                                         | 24,8         |
| 80 м препоне детаљи | Клаудија Тестони Италија                            | 11,6 СР, РЕП | Лиза Гелијус Немачка                                                                | 11,7         | Катерина Тер Браке Холандија                                        | 11,8         |
| 4 х 100 м детаљи    | Немачка Јозефина Кол Кете Краус Еми Албус Ида Кинел | 46,8 РЕП     | Пољска Једвига Гавронска Барбара Ксјаскјевич Отилија Калузова Станислава Валасјевич | 48,3         | Италија Марија Алферо Марија Аполонио Розета Катанео Италија Лукини | 49,4         |
| Скок увис детаљи    | Ибоља Чак Мађарска                                  | 1,64 РЕП, НР | Нели ван Бален-Бланкен Холандија                                                    | 1,64 РЕП, НР | Феодора цу Золмс Немачка                                            | 1,64 РЕП, НР |
| Скок удаљ детаљи    | Ирмгард Прец Немачка                                | 5,88 РЕП     | Станислава Валасјевич Пољска                                                        | 5,81         | Гизела Фос Немачка                                                  | 5,47         |
| Бацање кугле детаљи | Хермина Шредер Немачка                              | 13,29 РЕП    | Гизела Мауермајер Немачка                                                           | 13,27        | Ванда Флакович Пољска                                               | 12,55        |
| Бацање диска детаљи | Гизела Мауермајер Немачка                           | 44,80 РЕП    | Хилдегард Зомер Немачка                                                             | 40,95        | Паула Меленхауер Немачка                                            | 39,81        |
| Бацање копља детаљи | Лиза Гелијус Немачка                                | 45,58 РЕП    | Сузане Пасторс Немачка                                                              | 44,14        | Луизе Кригер Немачка                                                | 42,49        |

## Биланс медаља
| Медаље земље домаћина |

|             | Земља                |    |    |    |    |
| ----------- | -------------------- | -- | -- | -- | -- |
| 1.          | Немачка              | 7  | 5  | 5  | 17 |
| 2           | Финска               | 5  | 3  | 3  | 11 |
| 3.          | Уједињено Краљевство | 4  | 2  | 2  | 8  |
| 4.          | Шведска              | 3  | 4  | 6  | 13 |
| 5.          | Холандија            | 2  | 1  | 1  | 4  |
| 6.          | Француска            | 1  | 1  | 1  | 3  |
| 8.          | Естонија             | 1  | 0  | 0  | 1  |
| 9.          | Италија              | 0  | 4  | 2  | 6  |
| 10.         | Мађарска             | 0  | 1  | 1  | 2  |
| 11.         | Белгија              | 0  | 1  | 0  | 1  |
| 11.         | Пољска               | 0  | 1  | 0  | 1  |
| 12.         | Норвешка             | 0  | 0  | 1  | 1  |
| 12.         | Швајцарска           | 0  | 0  | 1  | 1  |
| Укупно (13) | Укупно (13)          | 23 | 23 | 23 | 69 |

|    | Земља      |   |   |   |    |
| -- | ---------- | - | - | - | -- |
| 1. | Немачка    | 5 | 6 | 4 | 15 |
| 2. | Пољска     | 2 | 2 | 1 | 5  |
| 3. | Италија    | 1 | 0 | 1 | 2  |
| 4. | Мађарска   | 1 | 0 | 0 | 1  |
| 5. | Холандија  | 0 | 1 | 3 | 4  |
|    | Укупно (5) | 9 | 9 | 9 | 27 |

### Биланс медаља, укупно
|             | Земља                |    |    |    |    |
| ----------- | -------------------- | -- | -- | -- | -- |
| 1.          | Немачка              | 12 | 11 | 9  | 32 |
| 2           | Финска               | 5  | 3  | 3  | 11 |
| 3.          | Уједињено Краљевство | 4  | 2  | 2  | 8  |
| 4.          | Шведска              | 3  | 4  | 6  | 13 |
| 5.          | Пољска               | 2  | 3  | 1  | 6  |
| 6.          | Холандија            | 2  | 2  | 4  | 8  |
| 7.          | Италија              | 1  | 4  | 3  | 8  |
| 8.          | Француска            | 1  | 1  | 1  | 3  |
| 8.          | Мађарска             | 1  | 1  | 1  | 3  |
| 10.         | Естонија             | 1  | 0  | 0  | 1  |
| 11.         | Белгија              | 0  | 1  | 0  | 1  |
| 12.         | Норвешка             | 0  | 0  | 1  | 1  |
| 12.         | Швајцарска           | 0  | 0  | 1  | 1  |
| Укупно (13) | Укупно (13)          | 32 | 32 | 32 | 96 |

## Табела успешности на Европском превенству 1938.
Ово је преглед успешности земаља према броју осам првопласираних (финалиста) у свим дисциплинама. Бодови су додељивани овако. Прволасирани је добијао 8 бодова, други 7, а последњи осми 1 бод.
| Плас. | Земља                | 1. место | 2. место | 3. место | 4. место | 5. место | 6. место | 7. место | 8. место | Бр. укупно  |
| ----- | -------------------- | -------- | -------- | -------- | -------- | -------- | -------- | -------- | -------- | ----------- |
| 1.    | Немачка              | 12 - 96  | 11 - 77  | 9 - 54   | 6 - 30   | 5 - 20   | 3 - 9    | 1 - 2    | 1 - 1    | 58 - 289    |
| 2.    | Шведска              | 3 - 24   | 4 - 28   | 6 - 36   | 2 - 10   | 3 - 12   | 4 - 12   | 1 - 2    | 3 - 3    | 26 - 126,50 |
| 3.    | Финска               | 5 - 40   | 3 - 21   | 3 - 18   | 5 - 25   | 2 - 8    | 2 - 6    | 2 - 4    | 1 - 1    | 23 - 123    |
| 4.    | Уједињено Краљевство | 4 - 32   | 2 - 14   | 2 - 12   | 5 - 25   | 4 - 16   | 6 - 18   | 2 - 4    | 1 - 1    | 23 - 122,50 |
| 5.    | Италија              | 1 - 8    | 4 - 28   | 3 - 18   | 1 - 5    | 5 - 20   | 1 - 3    | 5 - 10   | 1 - 1    | 21 - 93     |
| 6.    | Холандија            | 2 - 16   | 2 - 14   | 4 - 24   | 2 - 10   | 1 - 4    | 0 - 0    | 1 - 2    | 1 - 1    | 13 - 71     |
| 7.    | Пољска               | 2 - 16   | 3 - 21   | 1- 6     | 1 - 5    | 2 - 8    | 3 - 9    | 1 - 2    | 3 - 3    | 16 - 70     |
| 8.    | Француска            | 1 - 8    | 1 - 7    | 1 - 6    | 2 - 10   | 2 - 8    | 2 - 6    | 4 - 8    | 6 - 6    | 19 - 58,50  |
| 9.    | Мађарска             | 1 - 8    | 1 - 7    | 1 - 6    | 4 - 20   | 1 - 4    | 3 - 9    | 1 - 2    | 1 - 1    | 13 - 57     |
| 10.   | Швајцарска           | 0 - 0    | 0 - 0    | 1 - 6    | 1 - 5    | 1 - 4    | 5 - 15   | 1 - 2    | 0 - 0    | 9 - 32      |
| 11.   | Естонија             | 1 - 8    | 0 - 0    | 0- 0     | 1 - 5    | 2 - 8    | 0 - 0    | 0 - 0    | 1 - 1    | 5 - 22      |
| 12.   | Норвешка             | 0 - 0    | 0 - 0    | 1 - 6    | 1 - 5    | 1 - 4    | 0 - 0    | 0 - 0    | 1 - 1    | 4 - 15,50   |
| 13.   | Белгија              | 0 - 0    | 1 - 7    | 0 - 0    | 1 - 5    | 0 - 0    | 0 - 0    | 0 - 0    | 0 - 0    | 2 - 12      |
| 14.   | Летонија             | 0 - 0    | 0 - 0    | 0 - 0    | 0 - 0    | 1 - 4    | 1 - 3    | 0 - 0    | 0 - 0    | 2 - 7       |
| 15.   | Грчка                | 0 - 0    | 0 - 0    | 0 - 0    | 1 - 5    | 0 - 0    | 0 - 0    | 0 - 0    | 0 - 0    | 1 - 5       |
| 16.   | Чехословачка         | 0 - 0    | 0 - 0    | 0 - 0    | 0 - 0    | 0 - 0    | 1 - 3    | 0 - 0    | 0 - 0    | 1 - 3       |
| 17.   | Данска               | 0 - 0    | 0 - 0    | 0 - 0    | 0 - 0    | 0 - 0    | 0 - 0    | 1 - 2    | 0 - 0    | 1 - 2       |

## Рекорди
У току Европског првенства 1938. постигнут је: 1 светски рекорд, 2 европска рекорда, 42 рекорда европских првенства и 19. националних рекорда.

### Светски рекорди у атлетици на отвореном (1)
|            | Датум               | Дисциплина         | Нови рекорд                         | Нови рекорд | Стари рекорд | Стари рекорд | Стари рекорд                                                                                |
| ---------- | ------------------- | ------------------ | ----------------------------------- | ----------- | --- | ------------ | ------------------------------------------------------------------------------------------- |
| Атлетичари | Датум               | Дисциплина         | Резултат                            | Атлетичари  | Резултат | Датум        |                                                                                             |
| 1          | 17. септембар 1938. | 80 м препоне, жене | Клаудија Тестони, Краљевина Италија | =11,6       | Рут Енгелхард, Немачка · Ондина Вала, Краљевина Италија · Барбара Берк, Уједињено Краљевство · Лиза Гелијус, Немачка | 11,6         | 11. август 1934. Лондон 5. август 1936. Берлин 1. август 1937. Берлин 30. јул 1938. Braslau |

### Европски рекорди у атлетици на отвореном (2)
|            | Датум               | Дисциплина              | Нови рекорд                         | Нови рекорд | Стари рекорд | Стари рекорд | Стари рекорд                                                                                |
| ---------- | ------------------- | ----------------------- | ----------------------------------- | ----------- | --- | ------------ | ------------------------------------------------------------------------------------------- |
| Атлетичари | Датум               | Дисциплина              | Резултат                            | Атлетичари  | Резултат | Датум        |                                                                                             |
| 1.         | 4. септембар 1938.  | 110 м препоне, мушкарци | Дон Финлеј, Уједињено Краљевство    | 14,3        | Јожеф Ковач, Мађарска                                                                                                | 14,8         |                                                                                             |
| 2.         | 17. септембар 1938. | 80 м препоне, жене      | Клаудија Тестони, Краљевина Италија | =11,6       | Рут Енгелхард, Немачка · Ондина Вала, Краљевина Италија · Барбара Берк, Уједињено Краљевство · Лиза Гелијус, Немачка | 11,6         | 11. август 1934. Лондон 5. август 1936. Берлин 1. август 1937. Берлин 30. јул 1938. Braslau |

### Рекорди еврпских првенства у атлетици на отвореном
Ово је списак постигнутих рекорда европских првенстава на отвореном оборених на 2. Европском првенству 1938. Приказано је стање рекорда по листи од 18. 9. 1938.
Мушкарци
|            | Датум              | Дисциплина            | Нови рекорд                                                           | Нови рекорд | Стари рекорд                                                                         | Стари рекорд                                         | Стари рекорд                                         |
| ---------- | ------------------ | --------------------- | --------------------------------------------------------------------- | ----------- | ------------------------------------------------------------------------------------ | ---------------------------------------------------- | ---------------------------------------------------- |
| Атлетичари | Датум              | Дисциплина            | Резултат                                                              | Атлетичари  | Резултат                                                                             | ЕП                                                   |                                                      |
| 1.         | 3. септембар 1938. | 100 м                 | Мартинус Осендарп, Холандија                                          | 10,5 кв. 1  | Кристијан Бергер, Холандија                                                          | 10,6                                                 | ЕП 1934.                                             |
| 2.         | 3. септембар 1938. | 100 м                 | Орацио Маријани, Италија                                              | 10,5 кв. 4  | Мартинус Осендарп, Холандија                                                         | 10,5 кв 1                                            | ЕП 1938.                                             |
| 3.         | 3. септембар 1938. | 100 м                 | Ленарт Страндберг, Шведска                                            | 10,5 пф. 1  | Мартинус Осендарп, Холандија · Орацио Маријани, Италија                              | 10,5                                                 | ЕП 1938.                                             |
| 4.         | 3. септембар 1938. | 100 м                 | Орацио Маријани, Италија                                              | 10,4 пф. 2  | Мартинус Осендарп, Холандија · Орацио Маријани, Италија · Ленарт Страндберг, Шведска | 10,5                                                 | ЕП 1938.                                             |
| 5.         | 3. септембар 1938. | 100 м                 | Вејнанад ван Беверен, Холандија                                       | 10,4 пф. 2  | Орацио Маријани, Италија                                                             | 10,4                                                 | ЕП 1938.                                             |
| 6.         | 3. септембар 1938. | скок мотком           | Карл Сутер, Немачка                                                   | 4,05        | Густав Венгер, Немачка                                                               | 4,00                                                 | ЕП 1934.                                             |
| 7.         | 3. септембар 1938. | скок удаљ             | Вилхем Лајхум, Немачка                                                | 7,65        | Вилхем Лајхум, Немачка                                                               | 7,45                                                 | ЕП 1934.                                             |
| 8.         | 3. септембар 1938. | бацање копља          | Мати Јервинен, Немачка                                                | 76,87       | Мати Јервинен, Немачка                                                               | 7,45                                                 | ЕП 1934.                                             |
| 9.         | 4. септембар 1938  | 200 м                 | Мартинус Осендарп, Холандија                                          | =21,5 пф. 1 | Кристијан Бергер, Холандија                                                          | 21,5                                                 | ЕП 1934.                                             |
| 10.        | 4. септембар 1938  | 200 м                 | Јакоб Шојринг, Немачка                                                | =21,5 пф. 2 | Кристијан Бергер, Холандија · Мартинус Осендарп, Холандија                           | 21,5                                                 | ЕП 1934. ЕП 1938.                                    |
| 11.        | 4. септембар 1938  | 200 м                 | Мартинус Осендарп, Холандија                                          | 21,2        | Кристијан Бергер, Холандија · Тинус Осендарп, Холандија · Јакуб Шојринг, Немачка     | 21,5                                                 | ЕП 1934. ЕП 1938.                                    |
| 12.        | 4. септембар 1938  | 400 м                 | Годфри Браун, Уједињено Краљевство                                    | 47,4        | Адолф Мецнер, Холандија                                                              | 47,9                                                 | ЕП 1934.                                             |
| 13.        | 4. септембар 1938  | 800 м                 | Рудолф Харбиг, Немачка                                                | 1:50,6      | Миклош Сабо, Мађарска                                                                | 1:52,0                                               | ЕП 1934.                                             |
| 14.        | 4. септембар 1938  | 5.000 м               | Тајсто Меки, Финска                                                   | 14:26,8     | Роже Рошар, Француска                                                                | 14:36,8                                              | ЕП 1934.                                             |
| 15.        | 4. септембар 1938  | бацање кладива        | Карл Хајн, Немачка                                                    | 58,77       | Виле Перхеле, Финска                                                                 | 50,34                                                | ЕП 1934.                                             |
| 16.        | 4. септембар 1938  | маратон               | Вејне Мујнонен, Финска                                                | 2.37:28,8   | Армас Тојвонен, Финска                                                               | 2.52:29,0                                            | ЕП 1934.                                             |
| 17.        | 4. септембар 1938  | троскок               | Они Рајасари, Финска                                                  | 15,32       | Вилем Петерс, Холандија                                                              | 14,89                                                | ЕП 1934.                                             |
| 18.        | 4. септембар 1938  | бацање кугле          | Александер Крек, Естонија                                             | 15,19       | Арнолд Видинг, Естонија · Ристо Кунтси, Финска                                       | 14,89                                                | ЕП 1934.                                             |
| 19.        | 4. септембар 1938  | 110 м препоне         | Дон Финли, Уједињено Краљевство                                       | 14,4 кв     | Јожеф Ковач, Мађарска                                                                | 14,8                                                 | ЕП 1934.                                             |
| 20.        | 4. септембар 1938  | 110 м препоне         | Дон Финли, Уједињено Краљевство                                       | 14,3 фин    | Дон Финли, Уједињено Краљевство                                                      | 14,4                                                 | ЕП 1938.                                             |
| 21.        | 4. септембар 1938  | 400 м препоне         | Придан Жоа, Француска                                                 | 53,1        | Ханс Шеле, Уједињено Краљевство                                                      | 53,2                                                 | ЕП 1934.                                             |
| 22.        | 5. септембар 1938. | 1.500 м               | Сидни Вудерсон, Уједињено Краљевство                                  | 3:53,6'     | Луиђи Бекали, Италија                                                                | 3:54,6                                               | ЕП 1934.                                             |
| 23.        | 5. септембар 1938. | 4 х 100 м             | Манфред Керш, Герд Хорнбергер · Карл Некерман, Јакоб Шојринг, Немачка | 40,9'       | Егон Шајн, Ервин Гилмајстер Герд Хорнбергер, Ерих Борхмајер, Немачка                 | 41,0                                                 | ЕП 1934.                                             |
| 24.        | 5. септембар 1938. | 4 х 400 м             | Hermann Blazejezak, Манфред Бис · Ерих Линхоф, Рудолф Харбиг, Немачка | 3:13,7'     | Хелмут Хаман, Ханс Шеле Хари Војт, Адолф Мецнер, Немачка                             | 3:14,1                                               | ЕП 1934.                                             |
| 25.        | 5. септембар 1938. | 10.000 м              | Илмари Салминен, Финска                                               | 30:52,4     | Илмари Салминен, Финска                                                              | 31:02,6                                              | ЕП 1934.                                             |
| 26.        | 5. септембар 1938. | 3.000 метара препреке | Ларс Ларсон, Шведска                                                  | 9:16,2      | Дисциплина први пут на програму европских првенстава                                 | Дисциплина први пут на програму европских првенстава | Дисциплина први пут на програму европских првенстава |
| 27.        | 5. септембар 1938. | десетобој             | Оле Бексел, Шведска                                                   | 6,870       | Ханс-Хајнрих Зиверт, Немачка                                                         | 6,858                                                | ЕП 1934.                                             |

Жене
|             | Датум               | Дисциплина         | Нови рекорд                                              | Нови рекорд | Стари рекорд                                           | Стари рекорд                 | Стари рекорд                 |
| ----------- | ------------------- | ------------------ | -------------------------------------------------------- | ----------- | ------------------------------------------------------ | ---------------------------- | ---------------------------- |
| Атлетичарке | Датум               | Дисциплина         | Резултат                                                 | Атлетичарке | Резултат                                               | ЕП                           |                              |
| 1.          | 17. септембар 1938. | 100 м              | Станислава Валасјевич, Пољска                            | 11,9 кв.    | Ово је 1. Европско првенство                           | Ово је 1. Европско првенство | Ово је 1. Европско првенство |
| 2.          | 17. септембар 1938. | 100 м              | Станислава Валасјевич, Пољска                            | =11,9 пф.   | Станислава Валасјевич, Пољска                          | 11,9 кв.                     | ЕП 1938.                     |
| 3.          | 17. септембар 1938. | 100 м              | Станислава Валасјевич, Пољска                            | =11,9 фин.  | Станислава Валасјевич, Пољска                          | 11,9 кв. и пф.               | ЕП 1938.                     |
| 4.          | 17. септембар 1938. | 80 м препоне, жене | Клаудија Тестони, Италија                                | 11,8 кв     | Ово је 1. Европско првенство                           | Ово је 1. Европско првенство | Ово је 1. Европско првенство |
| 5.          | 17. септембар 1938. | 80 м препоне, жене | Клаудија Тестони, Краљевина Италија                      | 11,6 фин    | Клаудија Тестони, Краљевина Италија                    | 11,8 кв                      | ЕП 1938.                     |
| 6.          | 17. септембар 1938. | скок удаљ          | Ирмгард Прец, Немачка                                    | 5,88 фин    | Ово је 1. Европско првенство                           | Ово је 1. Европско првенство | Ово је 1. Европско првенство |
| 7.          | 17. септембар 1938. | бацање кугле       | Хермина Шредер, Немачка                                  | 13,29 фин   | Ово је 1. Европско првенство                           | Ово је 1. Европско првенство | Ово је 1. Европско првенство |
| 8.          | 17. септембар 1938. | бацање диска       | Гизела Мауермајер, Немачка                               | 44,80 фин   | Ово је 1. Европско првенство                           | Ово је 1. Европско првенство | Ово је 1. Европско првенство |
| 9.          | 18. септембар 1938. | 200 м              | Станислава Валасјевич, Пољска                            | 24,2 пф.    | Ово је 1. Европско првенство                           | Ово је 1. Европско првенство | Ово је 1. Европско првенство |
| 10.         | 18. септембар 1938. | 200 м              | Станислава Валасјевич, Пољска                            | 23,8 фин.   | Станислава Валасјевич, Пољска                          | 24,2 пф.                     | ЕП 1938.                     |
| 11.         | 18. септембар 1938. | скок увис          | Ибоља Чак, Мађарска                                      | 1,64        | Ово је 1. Европско првенство                           | Ово је 1. Европско првенство | Ово је 1. Европско првенство |
| 12.         | 18. септембар 1938. | скок увис          | Нели ван Бален-Бланкен, Холандија                        | =1,64       | Ибоља Чак, Мађарска                                    | 1,64                         | ЕП 1938.                     |
| 13.         | 18. септембар 1938. | скок увис          | Феодора цу Золмс, Немачка                                | =1,64       | Ибоља Чак, Мађарска · Нел ван Бален-Бланкен, Холандија | 1,64                         | ЕП 1938.                     |
| 14.         | 18. септембар 1938. | бацање копља       | Лиза Гелијус, Немачка                                    | 45,58       | Ово је 1. Европско првенство                           | Ово је 1. Европско првенство | Ово је 1. Европско првенство |
| 15.         | 18. септембар 1938. | штафета 4 х 100 м  | Јозефина Кол, Кете Краус · Еми Албус, Ида Кинел, Немачка | 46,8        | Ово је 1. Европско првенство                           | Ово је 1. Европско првенство | Ово је 1. Европско првенство |

### Национални рекорди
Ово је списак националних рекорда оборених на Европског првенства на отвореном на другом првенству Европе 1938. Приказано је стање рекорда по листи од 18. 9. 1938.
|     | Датум               | Дисциплина    | Атлетичари             | Земља                | Старост            | Ниво | Плас. | Резултат |
| --- | ------------------- | ------------- | ---------------------- | -------------------- | ------------------ | ---- | ----- | -------- |
| 1.  | 3. септембар 1938.  | 100 м         | Жилијен Саленс         | Белгија              | 8. август 1920.    | кв.  | 3.    | 10,6     |
| 2.  | 3. септембар 1938.  | 100 м         | Жилијен Саленс         | Белгија              | 8. август 1920.    | пф   | 5.    | =10,6    |
| 3.  | 3. септембар 1938.  | 400 м препоне | Вернер Келерхалс       | Швајцарска           | 29. мај 1914.      | кв.  | 1.    | 54,8     |
| 4.  | 3. септембар 1938.  | бацање копља  | Јожеф Варсеги          | Мађарска             | 7. септембар 1910. | фин. | 4.    | 72,78    |
| 5.  | 4. септембар 1938.  | 200 м         | Жилијен Саланс         | Белгија              | 8. август 1920.    | кв.  | 2.    | 21,8     |
| 6.  | 4. септембар 1938.  | 200 м         | Жилијен Саланс         | Белгија              | 8. август 1920.    | пф   | 4.    | 21,7     |
| 7.  | 4. септембар 1938.  | 200 м         | Жилијен Саланс         | Белгија              | 8. август 1920.    | финф | 4.    | =21,7    |
| 8.  | 4. септембар 1938.  | 800 м         | Шабе Бауман            | Холандија            | 1917.              | фин. | 4.    | 1:52.3   |
| 9.  | 4. септембар 1938.  | 110 м препоне | Рајндерт Брасер        | Холандија            | 20. новембар 1912. | пф.  | 2.    | 14,6     |
| 10. | 4. септембар 1938.  | 110 м препоне | Дон Финлеј             | Уједињено Краљевство | 27. мај 1909.      | фин. | 1.    | 14,3     |
| 11. | 4. септембар 1938.  | троскок       | Јоанис Паламиотис      | Грчка                | 15. новембар 1915. | фин. | 4.    | 14,70    |
| 12. | 4. септембар 1938.  | троскок       | Жан Нишил              | Француска            | 7. март 1919.      | фин. | 8.    | 13,88    |
| 13. | 5. септембар 1938.  | 10.000 м      | Ђузепе Бавиаква        | ИТА                  | 28. октобае 1914.  | фин  | 2     | 30:53,2  |
| 14. | 5. септембар 1938.  | 10.000 м      | Јене Силађи            | Мађарска             | 22. октобар 1910.  | фин  | 4.    | 30:58,6  |
| 15. | 18. септембар 1938. | 200 м         | Розалија Нађ           | Мађарска             |                    | кв.  | 12.   | 27,0     |
| 16. | 18. септембар 1938. | 200 м         | Кете Краус             | Немачка              | 20. јануар 1906.   | фин. | 2.    | 24,4     |
| 17. | 18. септембар 1938. | скок увис     | Ибоља Чак              | Мађарска             | 6. јнуар 1915.     | фин  | 1.    | 1,64     |
| 18. | 18. септембар 1938. | скок увис     | Нели ван Бален-Бланкен | Холандија            | 1913.              | фин. | 2.    | 1,64     |
| 19. | 18. септембар 1938. | скок увис     | Феодора цу Золмс       | Немачка              | 5. 4. 1920         | фин. | 3.    | 1,64     |

## Биланс медаља после 2. Европског првенства на отвореном
|             | Земља                |    |    |    |     |
| ----------- | -------------------- | -- | -- | -- | --- |
| 1.          | Немачка              | 14 | 7  | 7  | 28  |
| 2           | Финска               | 10 | 7  | 7  | 24  |
| 3.          | Холандија            | 5  | 1  | 3  | 9   |
| 4.          | Шведска              | 4  | 8  | 9  | 21  |
| 5.          | Уједињено Краљевство | 4  | 2  | 2  | 8   |
| 6.          | Мађарска             | 2  | 4  | 3  | 9   |
| 7.          | Француска            | 2  | 4  | 2  | 8   |
| 8.          | Естонија             | 2  | 0  | 1  | 3   |
| 9.          | Италија              | 1  | 6  | 4  | 11  |
| 10.         | Летонија             | 1  | 0  | 0  | 1   |
| 11.         | Норвешка             | 0  | 2  | 2  | 4   |
| 12.         | Пољска               | 0  | 2  | 1  | 3   |
| 13.         | Швајцарска           | 0  | 1  | 1  | 2   |
| 14.         | Белгија              | 0  | 1  | 0  | 1   |
| 15.         | Данска               | 0  | 0  | 1  | 1   |
| 15.         | Грчка                | 0  | 0  | 1  | 1   |
| 15.         | Чехословачка         | 0  | 0  | 1  | 1   |
| Укупно (17) | Укупно (17)          | 45 | 45 | 45 | 135 |

|    | Земља      |   |   |   |    |
| -- | ---------- | - | - | - | -- |
| 1. | Немачка    | 5 | 6 | 4 | 15 |
| 2. | Пољска     | 2 | 2 | 1 | 5  |
| 3. | Италија    | 1 | 0 | 1 | 2  |
| 4. | Мађарска   | 1 | 0 | 0 | 1  |
| 5. | Холандија  | 0 | 1 | 3 | 4  |
|    | Укупно (5) | 9 | 9 | 9 | 27 |

### Биланс медаља, укупно
|             | Земља                |    |    |    |     |
| ----------- | -------------------- | -- | -- | -- | --- |
| 1.          | Немачка              | 19 | 13 | 11 | 43  |
| 2           | Финска               | 10 | 7  | 7  | 24  |
| 3.          | Холандија            | 5  | 2  | 6  | 13  |
| 4.          | Шведска              | 4  | 8  | 9  | 21  |
| 5.          | Уједињено Краљевство | 4  | 2  | 2  | 8   |
| 6.          | Мађарска             | 3  | 4  | 3  | 10  |
| 7.          | Италија              | 2  | 6  | 5  | 13  |
| 8.          | Француска            | 2  | 4  | 2  | 8   |
| 8.          | Пољска               | 2  | 4  | 2  | 8   |
| 10.         | Естонија             | 2  | 0  | 1  | 3   |
| 11.         | Летонија             | 1  | 0  | 0  | 1   |
| 12.         | Норвешка             | 0  | 2  | 2  | 4   |
| 13.         | Швајцарска           | 0  | 1  | 1  | 2   |
| 14.         | Белгија              | 0  | 1  | 0  | 1   |
| 15.         | Данска               | 0  | 0  | 1  | 1   |
| 15.         | Грчка                | 0  | 0  | 1  | 1   |
| 15.         | Чехословачка         | 0  | 0  | 1  | 1   |
| Укупно (17) | Укупно (17)          | 54 | 54 | 54 | 162 |

## Вишеструки освајачи медаља после 2. Европског првенствља на отвореном 1934—1938.
У овој табели су сви они који су освојили најмање 2 медаље.
|     | Атлетичар            | Земља                |   |   |   |   |
| --- | -------------------- | -------------------- | - | - | - | - |
| 1.  | Мартинус Осендарп    | Холандија            | 2 | 0 | 2 | 4 |
| 2.  | Кристијан Бергер     | Холандија            | 2 | 0 | 1 | 3 |
| 2.  | Илмари Салминен      | Финска               | 2 | 0 | 1 | 3 |
| 4.  | Адолф Мецнер         | Немачка              | 2 | 0 | 0 | 2 |
| 4.  | Мати Јервинен        | Финска               | 2 | 0 | 0 | 2 |
| 4.  | Рудолф Харбиг        | Немачка              | 2 | 0 | 0 | 2 |
| 4.  | Герд Хорнбергер      | Немачка              | 2 | 0 | 0 | 2 |
| 4.  | Ханс Шеле            | Немачка              | 2 | 0 | 0 | 2 |
| 4.  | Вилхем Лајхум        | Немачка              | 2 | 0 | 0 | 2 |
| 10. | Јожеф Ковач          | Мађарска             | 1 | 2 | 0 | 3 |
| 11. | Годфри Браун         | Уједињено Краљевство | 1 | 1 | 0 | 2 |
| 11. | Калеви Коткас        | Финска               | 1 | 1 | 0 | 2 |
| 11. | Миклош Сабо          | Мађарска             | 1 | 1 | 0 | 2 |
| 11. | Јакоб Шојринг        | Немачка              | 1 | 1 | 0 | 2 |
| 11. | Ерих Борхмајер       | Немачка              | 1 | 1 | 0 | 2 |
| 16. | Луиђи Бекали         | Италија              | 1 | 0 | 1 | 2 |
| 16. | Ерих Линхоф          | Немачка              | 1 | 0 | 1 | 2 |
| 16. | Они Рајасари         | Финска               | 1 | 0 | 1 | 2 |
| 19. | Јожеф Шир            | Мађарска             | 0 | 2 | 1 | 3 |
| 20. | Пјер Скавински       | Француска            | 0 | 2 | 0 | 2 |
| 20. | Бо Јунгберг          | Шведска              | 0 | 2 | 0 | 2 |
| 22. | Марио Ланци          | Италија              | 0 | 1 | 1 | 2 |
| 22. | Ленарт Страндберг    | Шведска              | 0 | 1 | 1 | 2 |
| 24. | Бертил фон Вахенфелт | Шведска              | 0 | 0 | 3 | 3 |
| 25. | Луц Лонг             | Немачка              | 0 | 0 | 2 | 2 |

|    | Атлетичарка           | Земља     |   |   |   |   |
| -- | --------------------- | --------- | - | - | - | - |
| 1. | Станислава Валасјевич | Пољска    | 2 | 2 | 0 | 4 |
| 2. | Кете Краус            | Немачка   | 1 | 2 | 0 | 3 |
| 3. | Гизела Мауермајер     | Немачка   | 1 | 1 | 0 | 2 |
| 4. | Фани Бланкерс-Кун     | Холандија | 0 | 0 | 2 | 2 |

## Спопљашње везе
- EAA